# Nicolaus xerophilus
Nicolaus xerophilus är en insektsart som beskrevs av Lindberg 1958. Nicolaus xerophilus ingår i släktet Nicolaus och familjen dvärgstritar. Inga underarter finns listade i Catalogue of Life.